# AEL Kallonis
AEL Kallonis (řecky Α.Ε.Λ. Καλλονής) je řecký fotbalový klub z Mytilény, který působí v řecké superlize. Klub byl založen v roce 1994 a svoje domácí utkání hraje na stadionu Mytilene Municipal Stadium s kapacitou 2 850 diváků.